# Ноден, Кристоф
Кристо́ф Ноде́н (фр. Christophe Naudin; род. 22 декабря 1962, Либурн) — французский криминалист, исследователь в университете Университет Париж II Пантеон-Ассас при DRMCC (фр. Département de Recherche sur les Menaces Criminelles Contemporaines — Департамент научных исследований современных криминальных угроз), специалист по преступлениям личности и по защите коммерческих воздушных перевозок, доктор наук государственной аспирантуры № 7 при университете Париж IV Сорбонна (диссертация на тему «Геополитическая идентичность: проблема 21 века», науч. рук. профессор Мишель Коринман), профессиональный пилот двухмоторных самолётов американского образца (лётный стаж 1500 часов). Также Ноден получил диплом в области криминологии, окончил магистратуру по географии. На протяжении 10 лет он работает под руководством Кзавье Рофер и Франсуа От (оба криминалисты в DRMCC). Ноден является одним из вице-президентов в Европейской Академии геополитики при парижской Сорбонне, под председательством профессора Мишеля Коринман.

## Краткая биография
Кристоф Ноден родился в Либурне (Франция), он был преподавателем национальной полиции и жандармерии (EOGN — Школа сотрудников Национальной жандармерии, CNFPJ — национальный учебный центр судебной полиции, CNFSR — национальный учебный центр по безопасности дорожного движения).
С 1997 года г-н Ноден сотрудничает с SCTIP (фр. Service de Coopération Technique Internationale de Police — Служба технического сотрудничества Международной полиции). Он также является научным руководителем фирмы SURETE INTERNATIONAL USA, а также её дочерних предприятий, группы исследований, обучения и консультаций по вопросам безопасности и безопасности коммерческих воздушных перевозок (авиакомпаний, чартерных рейсов, исследований аэропортов), морского транспорта (портов, круизных судов) и наземных пассажирских транспортов (автобусов) и т. д.

## Научные работы
Кристоф Ноден работает в двух областях исследований: защита коммерческих воздушных перевозок и подделка личности. По его словам, эти две темы крепко взаимосвязаны, так как на протяжении 20 лет подавляющее большинство преступлений связано с подделкой документов удостоверяющих личность.
С 1999 года он является научным сотрудником ДНИСКУ (Департамент Научных Исследований Современных Криминальных Угроз), департамент Института криминологии Университета Париж-2, под руководством криминолога Франсуа От. Он также работает в исследовательской лаборатории Сорбонны, где он возглавляет отдел «Геополитики и безопасности».

## Авиационная безопасность
Кристоф Ноден — специалист по рентгеноскопическим изображениям в области безопасности и технологиям обнаружения взрывчатых веществ — заявил, что безопасность — это «большая иллюзия», и что только спецслужбы в состоянии обнаружить потенциальную угрозу. Он по-прежнему работает в военной промышленности в секторе обнаружения ядерных, радиологических, биологических и химических угроз.
Кроме того, с 2003 по 2005 год по просьбе Национальной Ассамблеи он провёл ряд испытаний на безопасность французских аэропортов, Нодену удалось доказать возможность организации контрабанды оружия и взрывчатых веществ на авиасудах. Несмотря на протесты ряда должностных лиц аэропортов, которые посчитали, что их просто «подставили» под контроль, который выявил неоспоримые недостатки (как, например, некомпетентность некоторых членов безопасности).
После этой проверки у Нодена оказалось немало врагов в авиационной сфере. Чарльз Амадей, депутат города Марн, заявил о том, что стоимость проведенной операции непропорциональна достигнутому результату. Несмотря на критику, испытания, проведенные Ноденом, были разработаны ГДГА (Генеральная Дирекция Гражданской Авиации).
Вот уже на протяжении 15 лет, г-н Ноден утверждает, что применяющаяся в мире концепция безопасности неверна.
Вся защита международной коммерческой авиации основана на нахождении «объекта», а не человека. Но даже опасный объект инертен и служит модератором злого умысла. Поэтому следует контролировать именно людей, которые путешествуют авиационными путями по следующим критериям: метод покупки билета, путешествующих в одиночку или с семьёй, мотив поездки, с багажом или без, и т. д. Приведенные критерии позволят выбрать тех, кого следует тщательнее проверять.
Одинаковый контроль всех авиапассажиров под предлогом равенства прав приводит к плохому и некачественному результату. Чтобы раскрыть 2-3 попытки нападения террористов в год необходимо проверить на безопасность 2,1 миллиарда пассажиров, согласно Нодену, данные меры предосторожности неприемлемы, так как их непомерная стоимость не оправдывает столь низкую результативность.
Безопасность должна осуществляться государством, она должна быть доверена службам внутренней безопасности государства или национальной службе обороны, а не транспортным техникам и гражданской авиации. Даже если безопасность доверена частным компаниям, то они должны, оперативным образом, зависеть от полиции или армии, должностные же лица аэропорта не должны вмешиваться в управление и подготовку персонала по безопасности.
Отбор, обучение и управление персонала, отвечающего за безопасность в аэропортах, осуществляется не на должном уровне. Г-н Ноден уверен, что безопасность является сложной профессией, которая должна достойно оплачиваться. Однако, на сегодняшний день ситуация остается сложной. Сотрудники службы безопасности набираются из нестабильных и плохо обученных элементов, что изначально исключает какую-либо легитимность или должное уважение от контролируемых ими пассажиров.
Мы боремся сегодня с угрозой нападения с использованием промышленных или военных взрывчатых устройств. Г-н Ноден же считает, что на сегодняшний день угроза уже не та, что раньше, и что следует опасаться терактов с использованием токсичных химических веществ, для борьбы с которыми у нас нет ни соответствующего оборудования, ни квалифицированного персонала, чтобы отреагировать должным образом на эту угрозу.
В январе 2010 года, после попытки теракта, совершенной молодым нигерийским студентом, 25 декабря 2009, г-н Ноден осудил в без эффективности так называемый «чёрный список», так как в ноябре 2009 отец этого молодого человека заявил на него американским службам безопасности.
Хорошо зная сложности в определении личности, г-н Ноден объяснил, что концепция удостоверения личности в каждой стране своя, поэтому невозможно составить точные списки с именами пассажиров. Г-н Ноден поддерживает с давних пор разработку биометрических записей, которые, по его мнению, должны быть сохранены с изображением рентгеновского снимка багажа каждого пассажира в течение 48 часов после полета, после чего должны быть удалены согласно закону.
Г-н Ноден также подверг резкой критике американскую идею, назвав её «абсурдной», согласно которой необходимо забирать у пассажиров одеяла за час до посадки. Он решительно выступает против полного запрета жидкостей в ручной клади, и отмену «конвертов» с изъятыми у пассажиров при проходе пункта безопасности вещами, которые могли бы быть опасными на борту самолёта.

## Сканирование тела
Г-н Ноден считает, что сканирование — это шаг вперёд для пассажиров, так как оно экономит время, не требует раздеваться и проходить неприятную пальпацию. Эта тема вызвала много дискуссий по поводу унижения человеческого достоинства, так как сканер позволяет просматривать формы каждого, вторгаясь тем самым в частную жизнь. Кристоф Ноден сказал по этому поводу во время интервью одному из французских каналов, что никому не пришла в голову сумасшедшая идея о том, что летом на пляже можно увидеть формы каждого и это не унижает человеческое достоинство, он также осудил реакцию некоторых советников Европейского парламента, которые предположили, что изображения детей, «раздетых» сканером, могут быть украдены педофилами, работающими в аэропорту.
В мае 2010 года во время трансляции передачи швейцарского телевидения «Настоящее время», он пожелал, чтобы руководители аэропортов и авиакомпаний стали более понимающими по отношению к сотрудникам службы безопасности, которые, согласно Нодену, представляют сегодня пролетариат аэробизнеса. В отсутствии подготовки и профессионализма нужно упрекать не самих агентов, а тех, кто нанимает людей на работу, не беря в расчёт слабый уровень их подготовки, и тех, кто стремится уменьшить престиж этой профессии.

## Амбициозность безопасности
Даже если, в конечном итоге, утверждения г-на Нодена со временем были доказаны, службы безопасности обвиняют его в излишней амбициозности. В статье одной испанской газеты г-н Ноден заявил, что сотрудники службы безопасности, как и сотрудники полиции, работающие в международном контексте, должны выбираться по критериям аналогичным тем, по которым выбирается экипаж, учитывая уровень английского языка, уровень которого на данный момент остается ниже минимально допустимого. Профсоюзы сотрудников службы безопасности осудили это заявление, полагая, что эти критерии станут поводом элитарности и социального расизма.

## Преступность личности
По словам г-на Нодена, все живущие на этой Земле существа обладают системой идентификации своих близких и других видов. Эта система действует для собак, растений и человека. Только люди забыли об этой биометрической системе после изобретения имён для идентификации. Любое общество использует более или менее сложную систему имён, на расшифровку которых уходят годы. Г-н Ноден утверждает, что современные государства больше не умеют удостоверять личность людей, и что попытка разработки религиозной идентификации была безуспешной. Для того, чтобы сохранить первоначальную систему идентификации, следует использовать мультимодальную биометрическую систему.
Антропология личности.
Г-н Ноден был первым, кто разработал феномен антропологии личности. Его работа продолжается и сегодня, она основана на этологии. Ноден определил концепцию личности, которую он использует в общественной системе, основанной на биометрике, которую он защищает. Он доказал, что личность эукариота (полноценные существа) не проходила следующие этапы:
- Животная идентификация
- Коллективная идентификация (название племени, имя главаря племени)
- Индивидуальная личность (прототипы, прозвище)
- Административная идентификация (различная концепция в разных странах на разных языках)
- Многообразная идентификация (административная и электронная идентичность, учитывая, что мобильные телефоны, электронные карты, адреса электронной почты и т. п. являются идентификаторами)
- И вскоре многофункциональная биометрическая идентичность.

Невозможность определения граждан.
Согласно г-ну Нодену, современное государство, которое не умеет удостоверять личность своих граждан и иностранцев на своей территории, является нестабильным государством. Вот почему необходимо обобщить биометрические данные повседневной жизни, начиная с пограничного контроля. Он публично поддержал в прессе и в своих работах депутата Тьерри Мариани, который хотел собрать в базу данных ДНК граждан, приезжающих в рамках программы воссоединения семьи. Г-н Ноден утверждает, что понятие границ исчезает и уходит в историю. Кроме того, он публично выразил сожаления, что президент Франции Саркози предложил отложить проект ЭНУЛ (Электронное Национальное Удостоверение Личности).
В 2003 году, г-н Ноден выступил за отмену водительского удостоверения и чтобы национальные удостоверения личности граждан, обладающих этим документом, были отмечены особым знаком, так же как в США и Канаде.

## Биометрия
Решительный сторонник биометрии, г-н Ноден считает, что эта технология является единственным путём обеспечения большой личностной и коллективной свободы для граждан, за счет сокращения контроля. Он открыто поддерживает проект Катрин Вотрен, вице-президента Национальной Ассамблеи, которая готовит проект закона по национальной безопасности, включающего преступления, связанные с кражами идентификационной информации.

## Оборона
Кристоф Ноден был всегда заинтересован вопросами обороны. Он не отрицает свои отношения со спецслужбами, причем настолько тесные, что его подозревали в американском шпионаже, так как он часто бывает в США. Он защищает концепцию биометрической идентификации на большие расстояния, устройство, позволяющее выявление, наблюдение, мониторинг бойцов или жителей в пустынных регионах.
Устройство, работающее на больших высотах (20 000м), оснащенное камерой высокого разрешения, которая позволяет различать лица, поведение бойцов в отдаленных зонах военных действий и передавать данные на центральный компьютер, который регистрирует и сортирует данные по критериям (вооружен, опасен, сообщник). Эти данные хранятся в базе данных для того, чтобы использовать эту информацию позже.

## Публикации
- Alias, le nouvel empire des crimes d’identité, Christophe Naudin, éditions La Table Ronde, février 2005
- Défense nationale N°3 : Fausse identité, nouvelle menace stratégique ? 2005
- Sûreté aérienne, la grande illusion, Christophe Naudin, éditions La Table Ronde, mars 2007
- Cahier de la sécurité N°6 — INHES, Cybercriminalité identitaire, sept.-déc 2008
- Histoire de l’identité individuelle — d’hier et de demain, Christophe Naudin, éditions Ellipses, 2009
- Défense nationale N°12 : Identité et défense : vulnérabilité d’hier, atout stratégique de demain ?, novembre 2009
- Outre Terre N°23 : Union pour la méditérannée contre Al-Qaïda, 2009